# Cyclosa sachikoae
Cyclosa sachikoae Tanikawa, 1992 è un ragno appartenente alla famiglia Araneidae.

## Etimologia
Il nome proprio della specie è in onore dell'aracnologa Sachiko Tazoe, di Yokohama

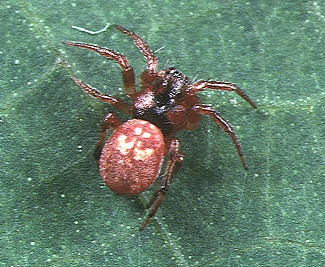
Cyclosa sachikoae, maschio

## Caratteristiche
L'olotipo femminile e i paratipi rinvenuti sono di dimensioni: cefalotorace lungo 1,43-1,86mm, largo 1,17-1,52mm; opistosoma lungo 2,19-2,38mm, largo 1,81-2,76mm.

## Distribuzione
La specie è stata reperita in Giappone: Komi, Urauchi e Shirahama sull'isola di Iriomote nella prefettura di Okinawa; sull'isola di Amami Ōshima nella prefettura di Kagoshima.

## Tassonomia
Al 2013 non sono note sottospecie e dal 2009 non sono stati esaminati nuovi esemplari.